# 모드 집에서의 하룻밤
《모드 집에서의 하룻밤》(Ma Nuit Chez Maud, My Night At Maud's)은 프랑스에서 제작된 에릭 로메르 감독의 1969년 드라마 영화이다. 장-루이 트린티냥 등이 주연으로 출연하였고 피에르 코트렐 등이 제작에 참여하였다.

## 출연

### 주연
- 장-루이 트린티냥
- 프랑수아 파비안
- 마리 크리스틴 바롤트
- 앙투안 비테즈

### 조연
- 레오니드 코강